# 27-es busz (Szolnok)
A szolnoki 27-es jelzésű autóbusz a Vasútállomás és a Tóth Árpád út között közlekedik. Munkanapokon napközben a 7-es busz pótolja, ami Szandaszőlősön nem tér be a Tóth Árpád úti végállomásra. A járatot a Volánbusz üzemelteti.

## Útvonala
| Vasútállomás → Tóth Árpád út → Vasútállomás |
| --- |
| Vasútállomás vá. – Jubileum tér – Baross utca – Kossuth Lajos út – Szabadság tér – Kertész utca – Karinthy Frigyes út (– Vitéz Tóth Lajos utca – Repülőtérre Vezető út – forduló – Repülőtérre Vezető út – Vitéz Tóth Lajos utca) – Simon Ferenc utca – Tóth Árpád utca – Tóth Árpád út mh. – Tóth Árpád utca – Vörösmező utca – Kertész utca – Szabadság tér – Kossuth Lajos út – Baross utca – Vasútállomás vá. |

## Megállóhelyei
Az átszállási kapcsolatok között az azonos útvonalon közlekedő 7-es, 7Y, 8-as, 8Y és 28-as busz nincs feltüntetve. A 7-es és a 8-as a Tóth Árpád úti szakasz érintése nélkül közlekedik, a 8-as és a 28-as ellentétes irányban halad végig Szandaszőlősön. A 7Y a Karinthy Frigyes úton át közlekedik, a 8Y pedig oda-vissza a Vörösmező utcán át jár.
| 0                                                                 | 0  | Vasútállomás végállomás                       | 22 | 2Y, 6, 6Y, 13, 13Y, 14, 15, 15Y, 16, 17, 24, 24A, 33, 38 Helyközi buszok S50 G50 Z50 S60 G60 Z60 S220 S820 IC, EC, EN, sebesvonat, gyorsvonat, expresszvonat |
| 2                                                                 | 2  | Jólét ABC                                     | 20 | 2Y, 6, 6Y, 11, 15Y, 17, 21 |
| 4                                                                 | 4  | Petőfi Sándor út (↓) Móricz Zsigmond utca (↑) | 19 | 2, 2Y, 6, 6Y, 11, 15Y, 17, 21 |
| 6                                                                 | 6  | Szapáry út                                    | 17 | 1, 1A, 1Y, 2, 2Y, 6, 6Y, 9, 11, 15Y, 17, 20, 21, 23 |
| 8                                                                 | 8  | Szabadság tér                                 | 15 | 2, 2Y, 6, 6Y, 15Y, 17, 34B |
| 10                                                                | 10 | Tiszaliget                                    | 13 | 6, 6Y, 17, 37 Helyközi buszok |
| 12                                                                | 12 | Bevásárlópark                                 | 11 | 41 Helyközi buszok |
| 13                                                                | 13 | Kertváros (Tiszavirág utca)                   | 10 | 41 |
| 15                                                                | 15 | Sportrepülőtér                                | 8  | 38, 41 |
| 16                                                                | 16 | Barack utca                                   | 7  | 38, 41 |
| 17                                                                | 17 | Szilvás utca                                  | 6  | 38, 41 Helyközi buszok |
| 19                                                                | 19 | Krúdy Gyula utca                              | ∫  | |
| Két hétköznap reggeli indulás a repülőtér érintésével közlekedik. |    |                                               |    | |
| ∫                                                                 | 21 | Repülőtér                                     | ∫  | 41 |
| 20                                                                | 22 | Repülőtér bejárati út                         | ∫  | 41 Helyközi buszok Távolsági járatok |
| 21                                                                | 23 | Kassák Lajos utca                             | ∫  | 41 |
| 23                                                                | 25 | Simon Ferenc út                               | ∫  | 41 Helyközi buszok |
| 24                                                                | 26 | Kiss János utca                               | ∫  | 41 |
| 25                                                                | 27 | Lengyel Antal tér                             | ∫  | 41 |
| ∫                                                                 | ∫  | Szabó Pál utca                                | 4  | 38, 41 |
| ∫                                                                 | ∫  | Nagymező utca                                 | 3  | 38, 41 |
| 26                                                                | 28 | Gázcseretelep                                 | 2  | 38, 41 |
| 28                                                                | 30 | Ménes utca                                    | 1  | 38, 41 |
| 29                                                                | 31 | Tóth Árpád út végállomás                      | 0  | 38, 41 |